# Żuchwowce
Żuchwowce, szczękowce, szczękouste (Gnathostomata) – grupa kręgowców (Vertebrata) tradycyjnie definiowana jako obejmująca wszystkie kręgowce mające szczęki. Nazwę Gnathostomata można również zdefiniować jako odnoszącą się do kladu obejmującego ostatniego wspólnego przodka celakantokształtnych i płazów bezogonowych i wszystkich jego potomków lub ostatniego wspólnego przodka spodoustych i płazów bezogonowych i wszystkich jego potomków, jednak zdaniem Martina i Bentona taki klad jest mało interesujący z ewolucyjnego punktu widzenia – w przeciwieństwie do kladu obejmującego wszystkie zwierzęta mające szczęki. Analizy molekularne sugerują, że żuchwowce wyewoluowały około 528 mln lat temu.
Uproszczony kladogram żuchwowców według Vienne'a i współpracowników (2003)
|           | Actinopterygii                                           |
|           |                                                          |
| Tetrapoda | \| \| Lissamphibia \| \| \| \| \| \| Amniota \| \| \| \| |
|           | \| \| Lissamphibia \| \| \| \| \| \| Amniota \| \| \| \| |
|           | Lissamphibia                                             |
|           |                                                          |
|           | Amniota                                                  |
|           |                                                          |

|  | Lissamphibia |
|  |              |
|  | Amniota      |
|  |              |

|           | Actinopterygii                                           |
|           |                                                          |
| Tetrapoda | \| \| Lissamphibia \| \| \| \| \| \| Amniota \| \| \| \| |
|           | \| \| Lissamphibia \| \| \| \| \| \| Amniota \| \| \| \| |
|           | Lissamphibia                                             |
|           |                                                          |
|           | Amniota                                                  |
|           |                                                          |

|  | Lissamphibia |
|  |              |
|  | Amniota      |
|  |              |